# 陳仁錫
陳仁錫（1581年—1636年），字明卿，號芝台，直隸蘇州府長洲縣人，明朝政治人物。

## 生平
陳允堅長子。性好學，喜著述。萬曆二十五年（1597年）丁酉科應天鄉試第五十四名舉人，天啟二年（1622年）壬戌科一甲第三名進士（探花）。授翰林院編修，三年（1623年）丁母憂，服闋，六年（1626年）起復原職，同年魏忠賢冒邊功，獲予世券，命陳仁錫擬誥詞被拒，削籍為民。崇禎元年（1628年）起復原職，三年（1630年）升左春坊左諭德，七年（1634年）升南京國子監祭酒，九年（1636年）卒，諡文莊。

## 著作
著有《繫辭》、《易經頌》、《重訂古周禮》、《四書考》、《文品芾函》、《古文奇賞》、《續古文奇賞》等。

## 軼事
陳仁錫與崇禎帝皇后周氏是同鄉，幼年曾為其課師，預見其當母儀天下。後來周皇后一日偶然在廷臣名錄中看到陳仁錫，謂：“此吾家翰林”。崇禎帝正節制後宮，不悅：“即是卿家翰林，莫得到閣老”，竟以此不得輔相。

## 延伸阅读
[在维基数据编辑]
 《明史卷二百八十八》，出自《明史》
 在维基共享资源阅览影像